# Manouba
Manouba ou Mannouba (em francês: La Manouba; em árabe: منوبة; romaniz.: Manūbah) é uma cidade do norte da Tunísia, um subúrbio a oeste de Tunes e capital da província homónima. Em 2004 o município tinha 26 666 habitantes.